# Hillary Scott
Amanda Marie Elizabeth Wibben (művésznevén Hillary Scott) (Naperville, Illinois, 1983. február 3. –) amerikai pornószínésznő.
Chicagóban nevelkedett. 2004-ben Los Angelesbe költözött.

## Válogatott filmográfia
| - 2 Big 2 Be True 6 (2007) (V) - Burnt Fury (2007) (V) - Debbie Does Dallas… Again (2007) (V) - Delilah (2007) (V) - Fusxion Fantasies 2 (2007) (V) - Hot Squirts 4 (2007) (V) - Just Facials 5 (2007) (V) - Lil' Bit of Everything (2007) (V) - Mayhem Explosions 6 (2007) (V) - Pop Shots 8 (2007) (V) - Real Female Orgasms 6 (2007) (V) - Simple Fucks (2007) (V) - Teen Anal P.O.V. 3 (2007) (V) - Top Guns 7 (2007) (V) - Wet Food (2007) (V) | - Her First Anal Sex Vol. 9 (2006) (V) - Little White Girls (2006) (V) - Cum Coat My Throat (2006) (V) - X-treme Violation 3 (2006) (V) - Tear Me a New One 3 (2006) (V) - White Girls Suck and Swallow 3 (2006) (V) - Jessica Jaymes Loves Cock (2006) (V) - Angels of Debauchery 5 (2006) (V) - 2 on 1 #23 (2006) (V) - All Star Party Poopers (2006) (V) - Alone in the Dark (2006) (V) - The American Dream (2006) (V) - Anal Expedition 10 (2006) (V) - Anal Princess Diaries 2 (2006) (V) - Apprentass 6 (2006) (V) |

## Díjai
- 2005 CAVR az év sztárjelöltje díj
- 2006 AVN Díj a legjobb orális szexjelenetést (filmben) – a Dark Side (Sötét oldal) című filmért (Alicia Alighattival és Randy Spearsszel közösen)[6]
- 2006 AVN Díj a legjobb csoportos szex jelenetért (filmben) -a Dark Side (Sötét oldal) című filmért (Alicia Alighattival, Penny Flamemel, Dillan Laurennel, Randy Spearsszel és John Westtel közösen)[6]
- 2006 XRCO díj a legjobb új sztárnak
- 2006 XRCO Orgasmic Oralist Díj
- 2006 CAVR a év sztárja díj
- 2007 AVN az év női fellépője díj[7]
- 2007 AVN legjobb színésznő díj (Videó kategória) – a Corruption (Korrupció) című videóért[7]
- 2007 XRCO Orgasmic Analist Díj [8]
- 2007 XRCO Orgasmic Oralist Díj[8]
- 2007 XRCO Superslut Díj[8]
- 2007 XRCO Legjobb színésznő díj -a Corruption című videóért[8]